# 根室市

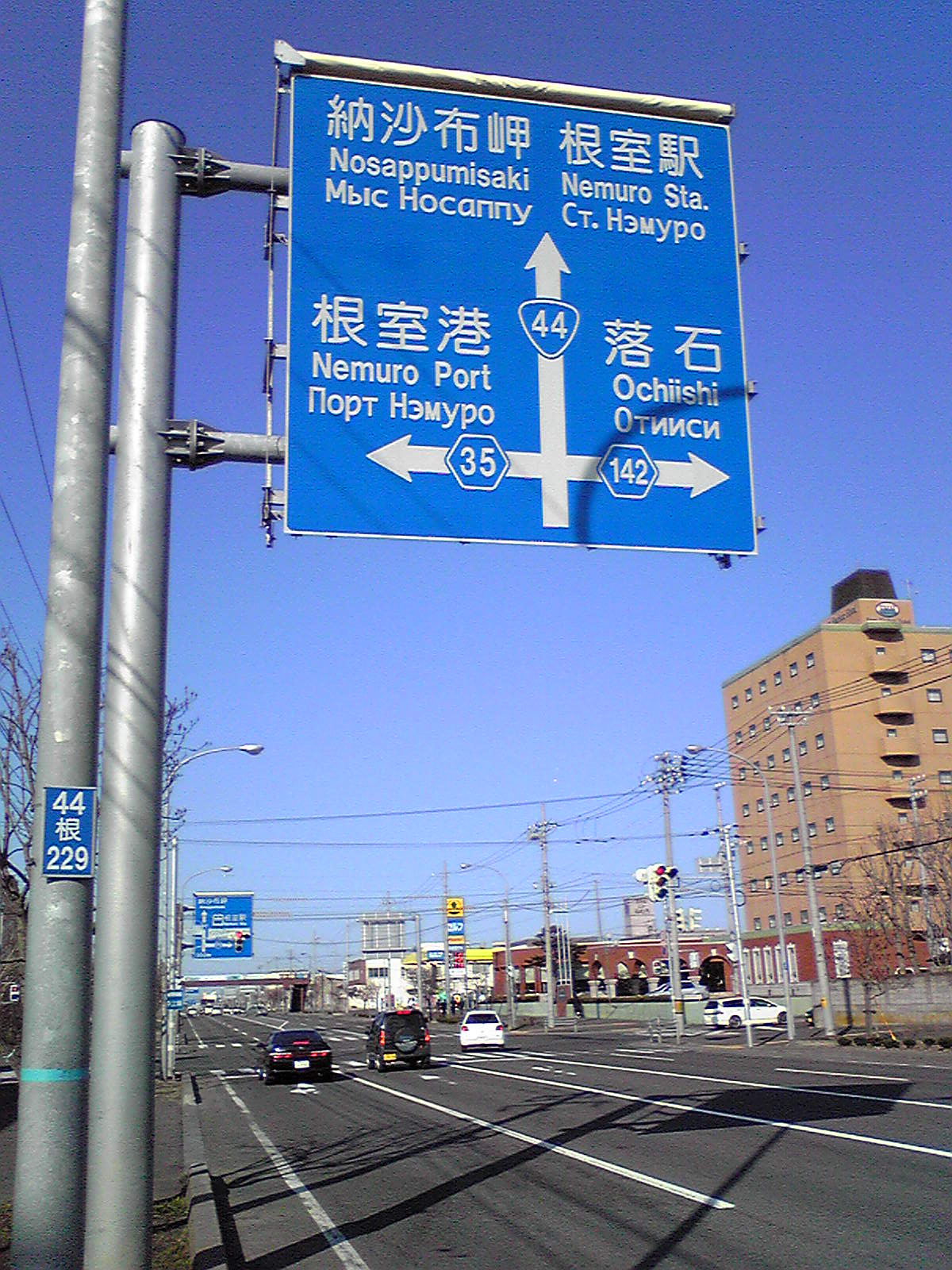
市內記有日·英·俄三種語言的路標

根室市（日语：／ Nemuro shi */?）為日本北海道根室振兴局的市，位於北海道最東端區域，也是根室支廳的所在地。當地大多為隆起的海蝕臺地，沒有山岳和大型河流。市中心位於透遠高原，市區內的街道多爲緩坡。當地以沿海漁業以及養殖漁業為主，厚床地區則以酪農業為主。根室市大部分地區的土壤為千島群島的摩周山的火山噴發物堆積而成的火山土。
名稱來自阿伊努語的「ni-moy/ni-muy」（樹木海灣）或「ni-mu-oro」（樹木繁茂的地方）或「mem-or-o-pet」（在有泉水的地方的河流）。

## 地理

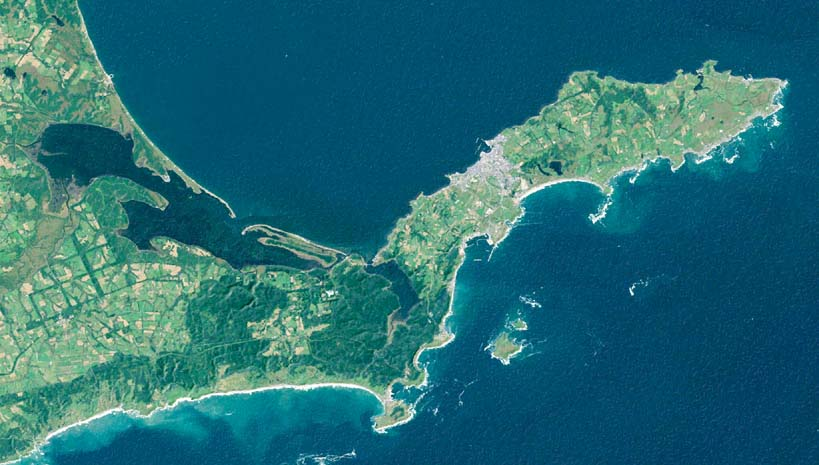
根室半島空照圖

根室市位於北海道的最東邊，為東西向狹長型，南北長度僅10km。轄區包括面對太平洋延伸而出的納沙布岬、根室半島全區和半島根部的周圍及附近島嶼鵜居島和小鵜居島。目前日本和俄羅斯之間有領土爭議的北方四島（南千島群島）中的齒舞群島在日本的行政區劃中也是屬於根室市的轄區。
根室市東端的納沙布岬周邊暗礁較多。再加上當地濃霧濃重，因此作為航海上的險處而聞名。另一方面，齒舞、花咲、落石等港口因為冬季不會結冰，在當地作為沿岸、海上漁業的重要根據地。

## 歷史
- 1790年：松前藩的運上所遷移至此，開始形成聚落。
- 1799年：東蝦夷地成為江戶幕府的直轄地。
- 1869年10月：開拓使的松本判官與屬下、家人共130人牽至此地居住，並設置開拓使根室派出所（根室出張所），負責東北海道的行政業務。和田地區成為根室開拓使役所的管轄範圍。[7]
- 1871年5月：改名為根室派出開拓支廳（根室出張開拓支庁）。
- 1872年9月：再改名為根室支廳。
- 1875年：根室町名稱及轄區確定。
- 1880年：設置戶長役場。
- 1882年：北海道設置三縣，成為根室縣縣廳所在地。
- 1886年1月：北海道廳成立，根室縣被廢止，改設置根室支廳。
- 明治時代開始，根室一直都是北海道東部的最大城市。也是在週邊海域作業的漁夫及聚集地，人口會因為季節有很大的變化。
- 1900年：花咲郡花咲村、友知村併入根室町，並成為北海道一級町。[8]
- 從第二次世界大戰前後開始，根室開始發展為日本境內的主要海產城市。
- 1957年：根室町與根室郡和田村合併成立為根室市。
- 1959年：花咲郡齒舞村併入根室市，轄區包括當時已被蘇俄佔領的齒舞群島。

### 原和田村
- 1886年：440戶屯田兵遷入和田地區，並設置戶長役場，管轄和田、落石、昆布三個村落。
- 1900年：戶長役場管轄範圍新增穗香、厚別、幌茂尻等村落。
- 1906年4月1日：和田村、幌茂尻村、穗香村與花咲郡昆布盛村、落石村合併為根室郡和田村，並成為北海道二級村。
- 1957年：與根室町合併為根室市。

### 原齒舞村

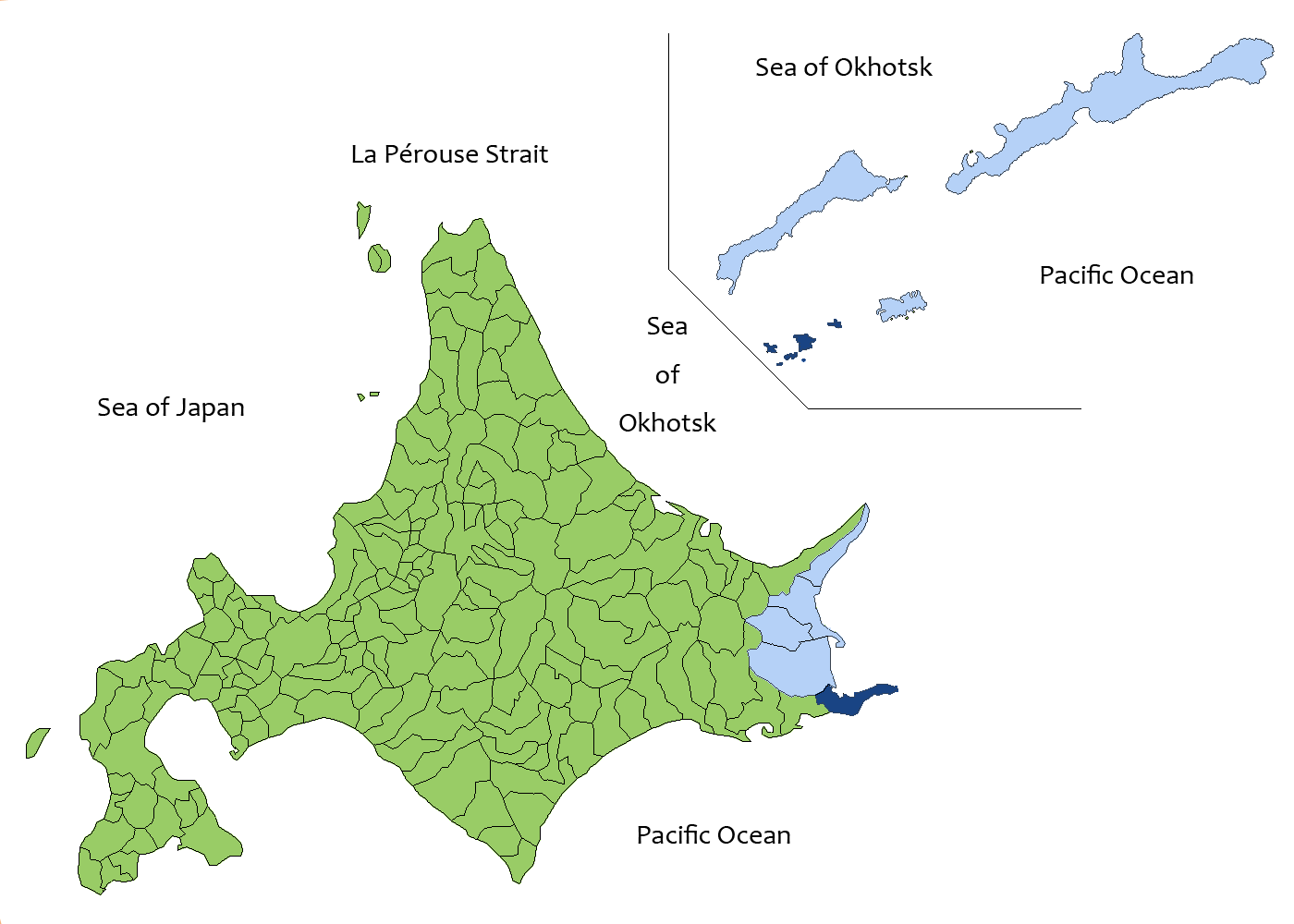
包含齒舞群島（目前由俄羅斯控制）的根室市轄區範圍。

- 1900年：友知村設置戶長役場，管轄友知等六個村落。
- 1901年：戶長役場遷移至齒舞村。
- 1915年4月1日：齒舞村、沖根邊村、婦羅理村、沖根婦村、友知村、珸瑤瑁村合併為新設立的齒舞村。成為北海道二級村
- 1945年8月：蘇联佔領齒舞群島，村公所改設於根室半島上，但實際上已失去在齒舞群島上的行政管轄權。
- 1959年：被併入根室市。

## 行政

### 市長
- 現任市長：長谷川　俊輔

任期：2010年9月28日
- 歴代市長

第一任：西村久雄    1957年（昭和32年）09月16日－1964年（昭和39年）09月5日
第二任：橫田俊夫    1964年（昭和39年）10月4日－1974年（昭和49年）09月1日
第三任：寺島 伊弉雄 1974年（昭和49年）09月30日－1986年（昭和61年）09月28日
第四任：大矢快治    1986年（昭和61年）09月29日－1998年（平成10年）09月28日
第五任：藤原　弘    1998年（平成10年）09月29日－2006年（平成18年）09月28日
第六任：長谷川 俊輔 2006年（平成18年）09月29日-2018年（平成31年）09月28日
第七任：石川 雅敏   2018年（平成31年）09月29日-今

## 交通

### 機場
- 根室中標津空港（位於中標津町）

### 港口
- 根室港

### 鐵路
- 北海道旅客鐵道（JR北海道釧路支社）
  - 根室本線（花咲線）：厚床車站 - 初田牛車站 - 別當賀車站 - 落石車站 - 昆布盛車站 - 西和田車站 - 根室車站
- 過去曾經設有根室開拓鐵路和標津線，根室開拓鐵路在當時是日本最東邊的鐵路，已於1959年廢線。標津線已於1989年廢線。

|  |  |  |

### 道路
| 高速道路 - 根室道路（計畫線） 一般國道 - 國道44號 - 國道243號 主要地方道 - 北海道道35號根室半島線 - 北海道道142號根室濱中釧路線 | 道道 - 北海道道310號花咲港線 - 北海道道312號根室停車場線 - 北海道道313號根室港線 - 北海道道780號花咲港溫根沼線 - 北海道道953號別當賀酪陽線 - 北海道道988號貰人姊別原野線 - 北海道道989號豐里齒舞線 - 北海道道1064號友知牧之內線 - 北海道道1123號落石港線 - 北海道道1127號初田牛厚床線 |

## 觀光景點

### 觀光
- 風蓮湖、春國岱。
- 納沙布岬：日本本土最東端。
- 護國山清隆寺：北海道三十三觀音靈場22番札所）

### 文化遺產
- 根室市明治公園第一穀倉（國登錄有形文化財）
- 根室市明治公園第二穀倉（國登錄有形文化財）
- 根室市明治公園第三穀倉（國登錄有形文化財）
- （國指定史跡）
- 根室半島砦跡群（國指定史跡）
- 根室車石（國指定天然記念物）
- 落石岬的（國指定天然記念物）
- 和田屯田兵村的被服庫（北海道指定有形文化財）
- 鵜居島、小鵜居島海鳥棲息地（北海道指定天然記念物）

## 教育

### 大學設施
- 北海道大學理學部附設根室地震及地殼變動觀測所

### 高等學校
| - 道立北海道根室高等學校 |

### 義務教育學校
| - 根室市立歯舞学園 - 根室市立海星学校 - 根室市立おちいし義務教育学校 - 根室市立厚床小中学校 |

### 中學校
| - 根室市立柏陵中學校 - 根室市立落石中學校 - 根室市立啟雲中學校 - 根室市立光洋中學校 |

### 小學校
| - 根室市立北斗小學校 - 根室市立落石小学校 - 根室市立成央小學校 | - 根室市立花咲小學校 - 根室市立花咲港小學校 |

## 姊妹市

### 日本
- 黑部市（富山縣）－1976年10月19日締結。

### 海外
- 美国阿拉斯加州锡特卡：締結於1975年12月19日。
- 俄羅斯萨哈林州北庫里爾斯克：締結於1994年1月27日。

## 本地出身的名人
- 青山義雄（西洋畫家）
- 赤穴宏（西洋畫家）
- 飯田三郎（作曲家）
- 遠藤淑子（漫畫家）
- 川端元治（企業家）
- 神田たけ志（漫畫家）
- 金原亭馬遊（落語家）
- 木幡陽（東京大學名譽教授・生化學）
- 三遊亭金八（落語家）
- すまけい（演員）
- 德田修造（原日本衛星放送社長）
- 袴谷憲昭（駒澤大學教授・佛教學）
- 柳瀨尚紀（英文學者・翻譯家）
- 若天狼啟介（大相撲力士・隸屬間垣部屋）

## 外部連結
- （日語） 根室市觀光協會